# Robert de Chester
Ne doit pas être confondu avec Robert de Ketton.
Robert de Chester est un érudit anglais du XIIe siècle (actif entre 1140 et 1150).
Il étudia la langue et les sciences des Arabes en Espagne. Il s'intéressa aux mathématiques, à l'astronomie, et à l'Alchimie. Il est, avec Gérard de Crémone, le premier à avoir traduit en latin les traités d'algèbre du grand mathématicien et astronome perse al-Khuwārizmī, en 1145.

## L'alchimie
Robert de Chester fut le premier à traduire un texte d'alchimie de l'arabe en latin. On lui attribue la traduction du Liber Morieni en 1144. Le livre s'intitule Liber de compositione alchimiae quam edidit Morienus Romanus Calid regi Aegyptiorum quem  Robertus Castrensis de arabico in  latinum transtulit (in Bibliotheca chimica curiosa, t. I, p. 509) : "Livre de la composition d'alchimie". L'ouvrage a été édité et traduit en anglais par Stavenhagen en 1974. Il se présente comme un dialogue entre Khâlid et Morienus. Ce dernier, Morien, est un moine chrétien égyptien qui instruit, quant aux textes alchimiques grecs ou coptes, Khâlid ibn Yazîd (Calid filius Yazichi), jeune prince de la dynastie des Omeyyades évincé en 685 du trône de calife, mort en 704.
La date (11 février 1144), signe la naissance de l'alchimie européenne latine. C'est dans ce texte qu'apparaît un mot nouveau en latin alchemia, dérivé phonétique de l'arabe al-kîmiyâ (emprunté lui-même au grec médiéval χημεια khêmeia). Il précise dans la préface que ce mot désigne non pas un nouveau domaine mais la Pierre des Philosophes :
« Et puisque vous, les Latins, ne savez pas encore ce qu'est l'alchimie et quelle est sa composition (Et quoniam quid sit alchymia et quae sit sua compositio nondum vestra cognovit latinitas), je vais vous l'expliquer dans le présent discours. j'ai utilisé ce mot, bien qu'il soit inconnu et étonnant, afin que sa signification soit éclaircie par sa définition (...). L'alchimie est une substance corporelle, composée d'une chose unique ou due à une chose unique, rendue plus précieuse par la conjonction de la proximité et de l'effet - union naturelle qui détermine naturellement une efficacité supérieure. »

## La mappemonde
Jean-Daniel Baltassat dans son livre : « Le Valet de Peinture », consacré au peintre Johannes Van Eyck, écrit ceci (pages 69 et 70) à propos de la Mappa Mundi : « Les difficultés techniques, les erreurs dues aux calculs faux d’Ambrogio Lorentti, les corrections accomplies grâce à ceux de Robert de Chester, lesquels permettent, avec le temps, d’élaborer des tables astronomiques en fonction du méridien de Londres. Sans compter le calcul de l’emplacement des nations, fleuves, routes, ports, montagnes et des cités selon les relevés du géographe Edrisi qui, il y a trois cents ans de cela, a collecté des repères jusqu’en Chine et dans le grand Sud du monde. (...) En appliquant les règles du traité de maître Robert sur l’astrolabe. Il y donne les tables algébriques de l’Arabe Al-Khwarizmi, qui a inventé le djayb (corde d’un arc de cercle ou sinus pour le plan et double corde d’arcs d’une sphère - c’est moi qui l’ajoute) des distances équivalentes à la réalité. » 
D’après le djayb, le postulat de Chester s’énoncerait ainsi : 
- pour obtenir une sphère il faut et il suffit d’une corde Nord – Sud, de son arc de cercle Nord -  Sud appelé « méridien zéro ou d’origine » et de son équateur.
- lorsque deux arcs de cercles se croisent perpendiculairement, en leur milieu, se crée un point identifiable par sa longitude Nord-Sud et par sa latitude. La mappemonde devient concevable.

### Textes
- traduction en latin (1144) du Livre de la composition d'alchimie, intitulé De compositione alchemiae quem edidit Morienus Romanus Calid regi Aegyptiorum : édition par Lee Stavenhagen, "The original text of the Latin Morienus", Ambix, n° 17 (1970), p. 1-12 ou A Testament of Alchemy, Hanover, University Press of New England, 1974 . Traduit en français (in William Salmon, Bibliothèque des philosophes chimiques, t. II) : Entretiens du roi Calid et du philosophe Morien

### Études
- Jean-Daniel Baltassat, Le Valet de Peinture, Paris, Éditions Robert Laffont, 2004
- Richard Lemay, « L'authenticité de la préface de Robert de Chester à sa traduction du Morienus (1144) », Chrysopœia, 4 (1991), p. 3–32.